# Liste de fleuves dans le monde classés par continent
Cette liste a pour objet de recenser les principaux fleuves du monde, classés par continent, puis alphabétiquement :

## Afrique
| Nom                | Longueur (km) | Embouchure                                         | Pays traversés | Observations                                          |
| ------------------ | ------------- | -------------------------------------------------- | --- | ----------------------------------------------------- |
| La Medjerda        | 460           | se jette dans le Golfe de Tunis (mer Méditerranée) | Tunisie |                                                       |
| Le Bandama         | 1 050         | se perd dans la lagune Lahou                       | Côte d'Ivoire |                                                       |
| La Betsiboka       | 525           | se jette dans la baie de Bombetoka (océan Indien)  | Madagascar |                                                       |
| Le Chelif          | 733           | se jette dans la Méditerranée                      | Algérie |                                                       |
| Le Soummam         | 425           | se jette dans la Méditerranée                      | Algérie |                                                       |
| Le Bouregreg       | 240           | océan Atlantique                                   | Maroc |                                                       |
| Le Casamance       | 300           | océan Atlantique                                   | Sénégal |                                                       |
| Le Cavally         | 515           | océan Atlantique                                   | Guinée, Liberia, Côte d'Ivoire                                                                                                 |                                                       |
| Le Chari           | 1 200         | lac Tchad                                          | République centrafricaine, Tchad, Cameroun                                                                                     |                                                       |
| Le Comoé           | 813           | océan Atlantique                                   | Burkina Faso, Côte d'Ivoire |                                                       |
| Le Congo           | 4 700         | océan Atlantique                                   | République démocratique du Congo, République du Congo, Angola                                                                  | Second fleuve du monde pour son haut débit            |
| Le Drâa            | 1 100         | océan Atlantique                                   | Maroc |                                                       |
| La Gambie          | 1 150         | océan Atlantique                                   | Guinée, Sénégal, Gambie |                                                       |
| Le Jubba           | 1 658         | océan Indien                                       | Éthiopie, Somalie |                                                       |
| Le Limpopo         | 1 600         | océan Indien                                       | Botswana, Afrique du Sud, Zimbabwe, Mozambique                                                                                 |                                                       |
| Le Mangoky         | 714           | océan Indien                                       | Madagascar |                                                       |
| Le Maningoza       |               | océan Indien                                       | Madagascar |                                                       |
| Le Mono            | 467           | océan Atlantique                                   | Togo, Bénin |                                                       |
| La Moulouya        | 600           | mer Méditerranée                                   | Maroc |                                                       |
| Le Niger           | 4 184         | océan Atlantique                                   | Guinée, Mali, Niger, Bénin, Nigeria                                                                                            |                                                       |
| Le Nil             | 6 700         | mer Méditerranée                                   | Éthiopie, Érythrée, Soudan, Soudan du Sud, Égypte, Rwanda, Tanzanie, Ouganda, Burundi, République démocratique du Congo, Kenya | Plus long fleuve d'Afrique et du monde avec l'Amazone |
| Le Nouveau Calabar |               | océan Atlantique                                   | Nigeria |                                                       |
| Le Nyong           | 690           | océan Atlantique                                   | Cameroun |                                                       |
| L'Ogooué           | 893           | océan Atlantique                                   | République du Congo, Gabon |                                                       |
| L'Okavango         | 1 600         | se perd dans le désert du Kalahari                 | Angola, Namibie, Botswana |                                                       |
| L'Orange           | 2 160         | océan Atlantique                                   | Lesotho, Afrique du Sud, Namibie                                                                                               |                                                       |
| L'Oti              | 500           | océan Atlantique                                   | Burkina Faso, Bénin, Togo, Ghana                                                                                               |                                                       |
| L'Oum Errabiâ      | 550           | océan Atlantique                                   | Maroc |                                                       |
| Le Ruvuma          | 800           | océan Indien                                       | Mozambique, Tanzanie |                                                       |
| Le Saloum          | 250           | océan Atlantique                                   | Sénégal |                                                       |
| La Sanaga          | 918           | océan Atlantique                                   | Cameroun |                                                       |
| Le Sebou           | 614           | océan Atlantique                                   | Maroc |                                                       |
| Le Sénégal         | 1 750         | océan Atlantique                                   | Guinée, Mali, Mauritanie, Sénégal                                                                                              |                                                       |
| Le Tana            | 1 014         | océan Indien                                       | Kenya |                                                       |
| La Volta           | 1 346         | océan Atlantique                                   | Burkina Faso, Ghana, Côte d'Ivoire                                                                                             |                                                       |
| Le Wouri           | 160           | océan Atlantique                                   | Cameroun |                                                       |
| Le Zambèze         | 2 750         | océan Indien                                       | Zambie, Angola, Namibie, Zimbabwe, Mozambique                                                                                  |                                                       |

## Amérique
| Nom              | longueur (km) | se jette dans       | pays traversés                | observations                                                                                             |
| ---------------- | ------------- | ------------------- | ----------------------------- | --- |
| L'Amazone        | 7 025         | océan Atlantique    | Pérou, Colombie, Brésil       | Plus long fleuve d'Amérique et du monde avec le Nil, plus haut débit au monde                            |
| L'Atrato         | 750           | océan Atlantique    | Colombie                      | |
| Le Brazos        | 2 060         | golfe du Mexique    | États-Unis                    | Plus long fleuve de l'État du Texas                                                                      |
| Le Colorado      | 2 330         | golfe de Californie | États-Unis, Mexique           | |
| Le Corentyne     | 724           | océan Atlantique    | Guyana, Suriname              | |
| Le Columbia      | 1 954         | océan Pacifique     | Canada, États-Unis            | |
| L'Essequibo      | 1 014         | océan Atlantique    | Guyana                        | |
| Le Fraser        | 1 370         | océan Pacifique     | Canada                        | Plus long fleuve de la Colombie-Britannique                                                              |
| Le Hudson        | 507           | océan Atlantique    | États-Unis                    | |
| Le Lempa         | 422           | océan Pacifique     | Guatemala, Honduras, Salvador | |
| Le Mackenzie     | 1 738         | océan Arctique      | Canada                        | Plus long fleuve du Canada                                                                               |
| Le Magdalena     | 1 558         | océan Atlantique    | Colombie                      | Fleuve le plus important de Colombie                                                                     |
| Le Maroni        | 612           | océan Atlantique    | Suriname, France              | |
| Le Mississippi   | 3 780         | océan Atlantique    | États-Unis                    | Plus long fleuve d'Amérique du Nord, mais second plus long cours d'eau derrière son affluent le Missouri |
| Le Mobile        | 72            | océan Atlantique    | États-Unis                    | |
| Le Moche         | 102           | océan Pacifique     | Pérou                         | |
| Le Nelson        | 660           | Baie d'Hudson       | Canada                        | |
| L'Orénoque       | 2 140         | océan Atlantique    | Venezuela, Colombie           | |
| L'Oyapock        | 403           | océan Atlantique    | Brésil, France                | Délimite la frontière entre la Guyane française et le Brésil                                             |
| Le Paraná        | 4 099         | océan Atlantique    | Brésil, Paraguay, Argentine   | |
| Le Parnaíba      | 1 344         | océan Atlantique    | Brésil                        | |
| Le Potomac       | 665           | océan Atlantique    | États-Unis                    | |
| Le Rímac         | 160           | océan Pacifique     | Pérou                         | |
| Le Río Chubut    | 810           | océan Atlantique    | Argentine                     | |
| Le Rio Colorado  | 1 114         | océan Atlantique    | Argentine                     | |
| Le Río Grande    | 3 060         | golfe du Mexique    | États-Unis, Mexique           | également appelé Río Bravo par les Mexicains                                                             |
| Le Río Negro     | 1 135         | océan Atlantique    | Argentine                     | |
| Le Saint-Jean    | 673           | océan Atlantique    | États-Unis, Canada            | |
| Le Saint-Laurent | 1 140         | océan Atlantique    | Canada, États-Unis            | Plus important fleuve du Québec                                                                          |
| Le San Juan      | 380           | océan Pacifique     | Colombie                      | |
| Le Santa Cruz    | 477           | océan Atlantique    | Argentine                     | |
| Le São Francisco | 3 160         | océan Atlantique    | Brésil                        | |
| Le Savannah      | 563           | océan Atlantique    | États-Unis                    | |
| Le Sinnamary     | 262           | océan Atlantique    | France                        | Situé dans le département français de la Guyane                                                          |
| Le Suriname      | 480           | océan Atlantique    | Suriname                      | |
| Le Tocantins     | 2 600         | océan Atlantique    | Brésil                        | |
| L'Uruguay        | 1 600         | río de la Plata     | Brésil, Argentine, Uruguay    | |
| Le Yukon         | 3 185         | mer de Béring       | Canada, États-Unis            | |

## Asie
| Nom                              | longueur (km) | se jette dans                    | pays traversés                                       | observations                                                                                                 |
| -------------------------------- | ------------- | -------------------------------- | ---------------------------------------------------- | --- |
| L'Alazeïa                        | 1 590         | océan Arctique                   | Russie                                               | |
| L'Amou-Daria                     | 2 580         | mer d'Aral                       | Afghanistan, Tadjikistan, Ouzbékistan, Turkménistan  | |
| L'Amour                          | 4 354         | océan Pacifique                  | Russie, Chine                                        | |
| L'Anabar                         | 939           | océan Arctique                   | Russie                                               | |
| L'Anadyr                         | 1 146         | mer de Béring                    | Russie                                               | |
| Le Brahmapoutre                  | 2 896         | golfe du Bengale (océan Indien)  | Chine, Inde, Bangladesh                              | |
| Le Cagayan                       | 505           | mer des Philippines              | Philippines                                          | |
| Le Cauvery                       | 950           | golfe du Bengale (océan Indien)  | Inde                                                 | |
| Le Chao Phraya                   | 372           | golfe de Thaïlande               | Thaïlande                                            | |
| Le Chatt-el-Arab                 | 200           | golfe Persique                   | Irak, Iran                                           | (en persanاروند رود)                                                                                         |
| L'Euphrate                       | 2 780         | golfe Persique                   | Turquie, Syrie, Irak                                 | |
| Le fleuve Jaune (Fleuve jaune)   | 5 646         | mer de Chine orientale           | Chine                                                | Second plus long fleuve de Chine                                                                             |
| Le fleuve Rouge                  | 1 149         | mer de Chine méridionale         | Chine, Viêt Nam                                      | |
| Le Gange                         | 2 510         | golfe du Bengale (océan Indien)  | Inde, Bangladesh                                     | |
| La Godavari                      | 1 500         | golfe du Bengale (océan Indien)  | Inde                                                 | |
| Le Hai He                        | 70            | golfe de Bohai (mer Jaune)       | Chine                                                | |
| Le Iana                          | 1 490         | océan Arctique                   | Russie                                               | |
| L'Ienisseï                       | 4 093         | mer de Kara (océan Arctique)     | Russie, Mongolie                                     | |
| L'Ili                            | 1 439         | lac Balkhach                     | Chine, Kazakhstan                                    | |
| L'Indiguirka                     | 1 726         | océan Arctique                   | Russie                                               | |
| L'Indus                          | 3 180         | mer d'Arabie                     | Chine, Inde, Pakistan                                | |
| L'Irrawaddy                      | 2 170         | océan Indien                     | Birmanie                                             | Principal cours d'eau de la Birmanie                                                                         |
| Le Jourdain                      | 360           | mer Morte                        | Syrie, Israël, Palestine, Jordanie                   | |
| Le Kamtchatka                    | 758           | mer de Béring                    | Russie                                               | |
| Le Kapuas                        | 1 143         | mer de Chine méridionale         | Indonésie                                            | |
| La Khatanga                      | 1 636         | océan Arctique                   | Russie                                               | |
| La Kolyma                        | 2 129         | océan Arctique                   | Russie                                               | |
| La Koura                         | 1 514         | mer Caspienne                    | Turquie, Géorgie, Azerbaïdjan                        | |
| La Krishnâ                       | 1 290         | océan Indien                     | Inde                                                 | |
| La Léna                          | 4 400         | océan Arctique                   | Russie                                               | |
| La Liao                          | 1 345         | golfe de Bohai (mer Jaune)       | Chine                                                | |
| Le Mahânadi                      | 851           | golfe du Bengale (océan Indien)  | Inde                                                 | |
| Le Méandre                       | 548           | mer Égée                         | Turquie                                              | |
| Le Mékong                        | 4 909         | mer de Chine du Sud              | Chine, Birmanie, Thaïlande, Laos, Cambodge, Viêt Nam | |
| Le Nadym                         | 545           | mer de Kara (océan Arctique)     | Russie                                               | |
| La Narmadâ                       | 1 289         | océan Indien                     | Inde                                                 | |
| L'Ob                             | 3 650         | mer de Kara (océan Arctique)     | Russie                                               | |
| L'Oleniok                        | 2 292         | océan Arctique                   | Russie                                               | |
| L'Oronte                         | 571           | mer Méditerranée                 | Liban, Syrie, Turquie                                | (en arabe Nahr al-'Assi)                                                                                     |
| La Piassina                      | 817           | mer de Kara (océan Arctique)     | Russie                                               | |
| Le Pennar                        | 597           | golfe du Bengale (océan Indien)  | Inde                                                 | |
| Le Pour                          | 1 024         | mer de Kara (océan Arctique)     | Russie                                               | |
| Le Rioni                         | 327           | mer Noire                        | Géorgie                                              | |
| Le Salouen                       | 2 815         | océan Indien                     | Chine, Birmanie, Thaïlande                           | |
| Le Sefid Roud                    | 670           | mer Caspienne                    | Iran                                                 | (en persan : سفىد رود ou Roud-e Safid)                                                                       |
| Le Sittang                       | 421           | golfe de Martaban (océan Indien) | Birmanie                                             | |
| Le Syr-Daria                     | 2 212         | mer d'Aral                       | Tadjikistan, Ouzbékistan, Kazakhstan                 | |
| Le Taïmyr                        | 840           | mer de Kara (océan Arctique)     | Russie                                               | |
| Le Tapti                         | 724           | océan Indien                     | Inde                                                 | |
| Le Tarim                         | 2 030         | se perd dans le Lob Nor          | Chine                                                | |
| Le Taz                           | 1 401         | mer de Kara (océan Arctique)     | Russie                                               | |
| Le Tigre                         | 1 900         | golfe Persique                   | Turquie, Syrie, Irak                                 | |
| Le Tumen                         | 521           | mer du Japon                     | Corée du Nord, Chine, Russie                         | |
| Le Vaigai                        | 240           | océan Indien                     | Inde                                                 | |
| Le Xi Jiang                      | 1 772         | mer de Chine méridionale         | Chine                                                | |
| Le Yalu                          | 800           | mer de Chine                     | Corée du Nord, Chine                                 | |
| Le Yangzi Jiang (le fleuve Bleu) | 6 380         | mer de Chine orientale           | Chine                                                | (ou Chang Jiang, ou Yang Tsé Kiang, ou fleuve Bleu), troisième plus long fleuve du monde et premier de Chine |

## Europe
(inclut de nombreux fleuves côtiers)
| Nom                     | longueur (km) | se jette dans                             | pays traversés                                                                                  | observations                                                               |  |
| ----------------------- | ------------- | ----------------------------------------- | ----------------------------------------------------------------------------------------------- | -------------------------------------------------------------------------- |  |
| l'Aa                    | 89            | mer du Nord                               | France                                                                                          | Traverse la région des Hauts-de-France                                     |  |
| l'Adige                 | 410           | mer Adriatique                            | Italie                                                                                          |                                                                            |  |
| l'Adour                 | 308           | océan Atlantique                          | France                                                                                          |                                                                            |  |
| l'Arno                  | 241           | mer Méditerranée                          | Italie                                                                                          |                                                                            |  |
| l'Aude                  | 224           | mer Méditerranée                          | France                                                                                          |                                                                            |  |
| l'Aulne                 | 144           | mer d'Iroise                              | France                                                                                          |                                                                            |  |
| l'Authie                | 103           | Manche                                    | France                                                                                          |                                                                            |  |
| le Blavet               | 149           | océan Atlantique                          | France                                                                                          |                                                                            |  |
| le Boug méridional      | 806           | mer Noire                                 | Ukraine                                                                                         |                                                                            |  |
| la Canche               | 100           | Manche                                    | France                                                                                          |                                                                            |  |
| la Charente             | 381           | océan Atlantique                          | France                                                                                          | Traverse la Nouvelle-Aquitaine                                             |  |
| le Corrib               | 6             | océan Atlantique                          | Irlande                                                                                         | Traverse le comté de Galway                                                |  |
| le Danube               | 3 020         | mer Noire                                 | Allemagne, Autriche, Slovaquie, Hongrie, Croatie, Serbie, Roumanie, Bulgarie, Moldavie, Ukraine | Second plus long fleuve d'Europe derrière la Volga                         |  |
| la Daugava              | 1 020         | mer Baltique                              | Lettonie, Biélorussie, Russie                                                                   |                                                                            |  |
| le Dniepr               | 2 290         | mer Noire                                 | Russie, Biélorussie, Ukraine                                                                    |                                                                            |  |
| le Dniestr              | 1 362         | mer Noire                                 | Ukraine, Moldavie                                                                               |                                                                            |  |
| le Don                  | 1 950         | mer d'Azov                                | Russie                                                                                          |                                                                            |  |
| la Dordogne             | 483           | océan Atlantique (estuaire de la Gironde) | France                                                                                          |                                                                            |  |
| le Douro                | 940           | océan Atlantique                          | Espagne, Portugal                                                                               |                                                                            |  |
| la Dvina septentrionale | 744           | mer Blanche                               | Russie                                                                                          |                                                                            |  |
| l'Èbre                  | 928           | mer Méditerranée                          | Espagne                                                                                         |                                                                            |  |
| l'Elbe                  | 1 091         | mer du Nord                               | République tchèque, Allemagne                                                                   |                                                                            |  |
| l'Élorn                 | 56            | mer d'Iroise                              | France                                                                                          | Traverse la Bretagne                                                       |  |
| l'Ems                   | 371           | mer du Nord                               | Allemagne                                                                                       |                                                                            |  |
| l'Erne                  | 120           | océan Atlantique                          | Irlande, Royaume-Uni                                                                            |                                                                            |  |
| l'Escaut                | 355           | mer du Nord                               | France, Belgique, Pays-Bas                                                                      |                                                                            |  |
| la Garonne              | 647           | océan Atlantique (estuaire de la Gironde) | Espagne, France                                                                                 | Prend sa source en Espagne mais traverse en très grande majorité la France |  |
| le Golo                 | 89            | mer Tyrrhénienne                          | France                                                                                          | plus long fleuve côtier de Corse                                           |  |
| le Glomma               | 608           | Skagerrak                                 | Norvège                                                                                         | Plus long fleuve de la Norvège et de la Scandinavie                        |  |
| le Göta älv             | 93            | Cattégat                                  | Suède                                                                                           |                                                                            |  |
| le Guadalete            | 157           | océan Atlantique                          | Espagne                                                                                         |                                                                            |  |
| le Guadalquivir         | 657           | océan Atlantique                          | Espagne                                                                                         | L'un des principaux cours d'eau d'Espagne                                  |  |
| le Guadiana             | 744           | océan Atlantique                          | Espagne, Portugal                                                                               |                                                                            |  |
| l'Hérault               | 148           | mer Méditerranée                          | France                                                                                          |                                                                            |  |
| l'Irminio               | 55            | mer Méditerranée                          | Sicile, Italie                                                                                  |                                                                            |  |
| l'Isonzo                | 136           | mer Adriatique                            | Italie, Slovénie                                                                                |                                                                            |  |
| le Júcar                | 498           | mer Méditerranée                          | Espagne                                                                                         |                                                                            |  |
| le Kem                  | 191           | mer Blanche                               | Russie                                                                                          |                                                                            |  |
| le Kemijoki             | 552           | mer Baltique                              | Finlande                                                                                        | Le plus long fleuve de Finlande                                            |  |
| le Kouban               | 870           | mer d'Azov                                | Russie                                                                                          |                                                                            |  |
| la Lielupe              | 119           | mer Baltique                              | Lettonie                                                                                        |                                                                            |  |
| la Loire                | 1 006         | océan Atlantique                          | France                                                                                          | Le plus long fleuve de France                                              |  |
| la Louga                | 353           | mer Baltique                              | Russie                                                                                          |                                                                            |  |
| le Luleälven            | 461           | mer Baltique                              | Suède                                                                                           | Un des plus longs fleuve de Suède                                          |  |
| la Maritsa              | 480           | mer Égée                                  | Bulgarie, Grèce, Turquie                                                                        |                                                                            |  |
| la Meuse                | 950           | mer du Nord                               | France, Belgique, Pays-Bas                                                                      |                                                                            |  |
| le Mezen                | 857           | mer Blanche                               | Russie                                                                                          |                                                                            |  |
| le Minho                | 318           | océan Atlantique                          | Espagne, Portugal                                                                               |                                                                            |  |
| la Narva                | 75            | mer Baltique                              | Estonie, Russie                                                                                 |                                                                            |  |
| la Neva                 | 74            | mer Baltique                              | Russie                                                                                          |                                                                            |  |
| le Niémen               | 937           | mer Baltique                              | Biélorussie, Lituanie, Russie                                                                   |                                                                            |  |
| l'Oder                  | 854           | mer Baltique                              | République tchèque, Pologne, Allemagne                                                          |                                                                            |  |
| l'Odet                  | 63            | océan Atlantique                          | France                                                                                          |                                                                            |  |
| l'Onega                 | 416           | mer Blanche                               | Russie                                                                                          |                                                                            |  |
| l'Orb                   | 135           | mer Méditerranée                          | France                                                                                          |                                                                            |  |
| l'Orne                  | 170           | Manche                                    | France                                                                                          |                                                                            |  |
| l'Oural                 | 2 428         | mer Caspienne                             | Kazakhstan, Russie                                                                              |                                                                            |  |
| la Petchora             | 1 809         | mer de Barents                            | Russie                                                                                          |                                                                            |  |
| le Piave                | 231           | mer Adriatique                            | Italie                                                                                          |                                                                            |  |
| le Pô                   | 652           | mer Adriatique                            | Italie                                                                                          |                                                                            |  |
| la Rance                | 102           | Manche                                    | France                                                                                          |                                                                            |  |
| le Reno                 | 212           | mer Adriatique                            | Italie                                                                                          |                                                                            |  |
| le Rhin                 | 1 233         | mer du Nord                               | Suisse, Liechtenstein, Autriche, Allemagne, France, Pays-Bas                                    |                                                                            |  |
| le Rhône                | 812           | mer Méditerranée                          | Suisse, France                                                                                  | Un des principaux cours d'eau français, le plus large                      |  |
| la Segura               | 325           | mer Méditerranée                          | Espagne                                                                                         |                                                                            |  |
| la Seine                | 777           | Manche                                    | France                                                                                          | Principal fleuve de France , intéresse 30 % de la population               |  |
| la Seudre               | 68            | océan Atlantique                          | France                                                                                          | Fleuve traversant la Charente-Maritime                                     |  |
| la Severn               | 354           | océan Atlantique                          | Royaume-Uni                                                                                     | Plus long fleuve du Royaume-Uni                                            |  |
| la Sèvre Niortaise      | 158           | océan Atlantique                          | France                                                                                          |                                                                            |  |
| le Shannon              | 386           | océan Atlantique                          | Irlande                                                                                         | Plus long fleuve d'Irlande                                                 |  |
| la Somme                | 245           | Manche                                    | France                                                                                          |                                                                            |  |
| le Strymon              | 415           | mer Égée                                  | Bulgarie, Grèce                                                                                 |                                                                            |  |
| le Tage                 | 1 078         | océan Atlantique                          | Espagne, Portugal                                                                               | Plus long cours d'eau de la péninsule Ibérique                             |  |
| la Tamise               | 346           | mer du Nord                               | Royaume-Uni                                                                                     | Principal fleuve du Royaume-Uni , arrose sa capitale Londres               |  |
| le Terek                | 623           | mer Caspienne                             | Géorgie, Russie                                                                                 |                                                                            |  |
| la Têt                  | 116           | mer Méditerranée                          | France                                                                                          |                                                                            |  |
| le Tibre                | 405           | mer Méditerranée                          | Italie                                                                                          |                                                                            |  |
| le Torne                | 521           | mer Baltique                              | Finlande, Suède                                                                                 | Un des principaux cours d'eau de Scandinavie                               |  |
| la Trent                | 297           | mer du Nord                               | Royaume-Uni                                                                                     | Un des principaux cours d'eau du Royaume-Uni                               |  |
| le Var                  | 114           | mer Méditerranée                          | France                                                                                          |                                                                            |  |
| le Vardar               | 388           | mer Égée                                  | Macédoine du Nord, Grèce                                                                        |                                                                            |  |
| le Vidourle             | 95            | mer Méditerranée                          | France                                                                                          |                                                                            |  |
| la Vilaine              | 218           | océan Atlantique                          | France                                                                                          | Situé en Bretagne                                                          |  |
| la Vistule              | 1 047         | mer Baltique                              | Pologne                                                                                         | Plus long fleuve de Pologne                                                |  |
| la Volga                | 3 700         | mer Caspienne                             | Russie                                                                                          | Plus long fleuve d'Europe                                                  |  |
| la Weser                | 452           | mer du Nord                               | Allemagne                                                                                       |                                                                            |  |
| l'Aven                  | 37            | océan Atlantique                          | France                                                                                          | Situé en Bretagne                                                          |  |
| le Bélon                | 26            | océan Atlantique                          | France                                                                                          | Situé en Bretagne                                                          |  |
| l'Yser                  | 78            | mer du Nord                               | France, Belgique                                                                                |                                                                            |  |

## Océanie
| Nom                | longueur (km) | se jette dans                  | pays traversés                       | observations                                          |
| ------------------ | ------------- | ------------------------------ | ------------------------------------ | ----------------------------------------------------- |
| la Avon            | 14            | océan Pacifique                | Nouvelle-Zélande                     |                                                       |
| la Burdekin River  | 710           | océan Pacifique                | Australie                            |                                                       |
| la Hastings River  | 128           | mer de Tasman, océan Pacifique | Australie                            |                                                       |
| le Mokau           | 158           | mer de Tasman, océan Pacifique | Nouvelle-Zélande                     |                                                       |
| le Murray          | 2 530         | océan Indien                   | Australie                            |                                                       |
| l'Oreti            | 170           | océan Pacifique                | Nouvelle-Zélande                     |                                                       |
| le Pomahaka        | 80            | océan Pacifique                | Nouvelle-Zélande                     |                                                       |
| la Rangitata River | 120           | océan Pacifique                | Nouvelle-Zélande                     |                                                       |
| le Sepik           | 1 126         | océan Pacifique                | Papouasie-Nouvelle-Guinée, Indonésie | Coule en grande majorité en Papouasie-Nouvelle-Guinée |
| le Waikato         | 425           | mer de Tasman                  | Nouvelle-Zélande                     | Le plus long fleuve de Nouvelle-Zélande               |
| le Waitaki         | 110           | océan Pacifique                | Nouvelle-Zélande                     |                                                       |
| la Whanganui       | 290           | mer de Tasman                  | Nouvelle-Zélande                     |                                                       |